# Ein Jedermann
Ein Jedermann ist eine Bearbeitung des Jedermann-Stoffes durch den Tiroler Dramatiker Felix Mitterer.
Das Stück wurde 1991 im Theater in der Josefstadt in der Wien unter der Regie von Erwin Steinhauer uraufgeführt. Die Titelrolle spielte Helmuth Lohner. Die Bühnenmusik zur Uraufführung wurde von Werner Pirchner komponiert.
Mitterer aktualisiert das Mysterienspiel auf beängstigende Weise. Jedermann ist Generaldirektor – im Gegensatz zum Original jedoch verheiratet, die Buhlschaft ist seine Sekretärin und Geliebte. 
Das Stück endet offen: Es bleibt unklar, ob Jedermann in den Himmel kommt oder nicht.

## Inhalt
Für Jedermann, den Generaldirektor eines Rüstungskonzerns, ist der Tag des Sterbens gekommen. Die heilige Dreifaltigkeit, Gott Vater, Gott Sohn und der Heilige Geist erscheinen, um für Jedermann einen Gerichtstag abzuhalten. Der Teufel möchte Jedermann auf die falsche Bahn bringen, so zieht er in das Büro von Jedermann ein und versucht sich in das Leben des Generaldirektors einzumischen, bei jeder Entscheidung befolgt Jedermann nun den Rat des Teufels. Der Teufel rettet so die angeschlagene Firma. Jedermann erlebt persönliche Tiefpunkte, sein Sohn wird wegen Drogenbesitzes verhaftet und seine Frau, Brigitte, begeht Selbstmord, da Jedermann sie mit seiner Sekretärin betrügt. Durch Entlassungen kommt es zu Massenprotesten, die sich gegen Jedermanns Führungsstil richten.
Am Abend findet Jedermanns Geburtstagsfeier statt. Während der Feierlichkeiten wird Jedermann von den Geistern seiner verstorbenen Frau, dem Schuldknecht, dessen Firma er am Morgen aufgekauft hat, und von geschädigten Kindern bedrängt. Die anderen Anwesenden können die Geister nicht wahrnehmen und sind von Jedermanns Verhalten irritiert. So verliert Jedermann nach und nach die Fassung, verfeindet sich mit seinen Gästen und verschenkt schließlich seine Firma an den Armen Nachbarn. Mit dieser Tat möchte Jedermann sein Leben in die richtige Bahn lenken doch es ist zu spät. Er erliegt wenig später einem Herzinfarkt.

## Charaktere
Gott Vater:
Gott Vater ist ein älterer Herr. Er ist weise und weiß immer was auf der Erde geschieht. Im Notfall greift er immer ein, wie er es bei Jedermann tut.
Gott Sohn:
Er wurde als Jesus auf die Erde geschickt und hängt dieses an den großen Nagel, wenn er sich im Büro von Jedermann befindet. Er raucht, trinkt und ist streitsüchtig.
Gott Heiliger Geist:
Der Heilige Geist ist ein körperloses und geschlechtsloses Wesen. Er versteht nicht, was sich die Menschen antun, und wie sie sich verhalten. Provoziert Gott Sohn gerne damit, dass dieser ein Mensch war.
Teufel:
Der Teufel kommt in Gottes Auftrag um Jedermann ein paar Prüfungen zu geben. Er erscheint als Berater, nennt sich selbst Trouble-Shooter. Aber er missbraucht die Gelegenheit, um Jedermann zur Hölle zu überführen. Er gibt knallharte Anweisungen und hat überall seine Finger im Spiel.
Tod:
Der Tod tritt als Bürodiener auf. Er ist ein alter Herr, dem man sein Alter ansehen kann. Er beobachtet das Geschehen eher, als dass er selber eingreift.
Jedermann:
Der Generaldirektor ist verheiratet und hat eine Affäre mit seiner Sekretärin Rita. Er ist ein hartherziger Mensch, der durch den Einfluss des Teufels seine Mitmenschen ruiniert. Der ca. 50-jährige hat ein Herzleiden. 
Buhlschaft:
Rita ist die Sekretärin von Jedermann und hat eine Affäre mit ihm. Sie erledigt ihren Job gewissenhaft und ist eine gute Unterstützung. Durch ihre Neugier angetrieben, verfolgt sie genau was Jedermann in seinem Büro tut.
Jedermanns Mutter:
Die Mutter ist eine besorgte, alte Dame mit bösen Träumen. Sie hat Angst um ihren Sohn, weiß aber nicht wie sie ihn beschützen soll. 
Jedermanns Frau:
Brigitte ist die Frau von Jedermann und versucht sich umzubringen. 
Guter Gesell:
Der Kanzler ist ein guter Freund von Jedermann. Sie gehen ab und zu zusammen zum Sport.
Arme Nachbar:
Anton ein weichherziger Mensch. Die Firma ist aber pleite, Jedermann kauft sie auf. Der arme Nachbar bekommt schließlich das Unternehmen geschenkt.
Schuldknecht:
Ein kranker Mann, hat große gesundheitliche Probleme. Zusätzlich machen ihm auch noch seine Firma und seine Frau Schwierigkeiten. 
Dünner Vetter:
Primarius (Chefarzt) Sebastian ist gleichzeitig der Hausarzt von Jedermann. Er ist zwischen 30 und 40 Jahre alt. 
Dicker Vetter:
Jedermanns Onkel. Er ist ein Priester, der wenig Ahnung davon hat, Menschen wirklich zu helfen.
Mammon:
Der reiche Bankier fordert sein Geld, doch Jedermanns Geschäfte überzeugen ihn, so dass er noch mehr Geld herausgibt. 
Werke:
Der 60-jährige Gewerkschaftspräsident ist mächtig sauer, dass Jedermann viele Arbeiter entlassen will. Er explodiert regelrecht, als er in das Büro stürmt, hat aber unter gesundheitlichen Problemen zu leiden.